# 石川光太郎
石川 光太郎（いしかわ こうたろう、1968年6月9日 - ）は、日本のアナウンサー、キャスター、リポーター、ディレクター。
東京都出身。81プロデュース所属。コミュー取締役。妻はアナウンサーで世田谷区議会議員の石川ナオミ。

## 略歴
明治学院高校を経て日本大学芸術学部卒業後、1993年4月、NHK入局。高知（1993年 - 1997年）、大分（1997年 - 2000年）、松山（2000年 - 2004年）、東京ラジオセンター（2004年 - 2007年）、東京アナウンス室（2007年 - 2011年）に勤務し、地域情報番組、生活情報番組、阪神・淡路大震災、新潟県中越地震、中越沖地震、東日本大震災等の多数の災害報道等を担当。
1998年、大分市つかこうへい劇団韓国公演を取材し、現地からの生中継にと共にラジオ40分ドキュメンタリー番組制作でNHKアナウンス室長賞を受賞。
2011年8月、NHKを退職しフリーとなり、妻のナオミが設立した人材育成会社・コミュー取締役に就任し「絆」をテーマにした朗読『絵本めおと朗読』、就職活動（アナウンサー及び一般企業を志望する学生を支援するセミナー）、小学生を対象に放送業界についての定期的な講演・朗読等の活動、企業創立記念イベント、結婚式、出版記念パーティー等多数の司会、コミューでの他に2017年から洗足学園音楽大学声優アニメソングコースでも講師を務めている。
2014年1月20日、81プロデュースに所属。
2017年7月22日、NHK総合テレビアニメ『THE REFLECTION』で声優デビュー。

## 人物
趣味はホラー映画鑑賞。

## 出演番組
- ニュースタイムこうち（1995年 - 1997年、高知）キャスター
- 海鮮!おおいた情報広場（1997年 - 1999年、大分）キャスター
- てれごじ。（2000年 - 2001年、松山）キャスター
- おはよう四国（2001年 - 2002年、松山）キャスター
- だんだん5（2002年 - 2004年、松山）キャスター
- 熱討!キャンバス（2002年 - 2004年、松山）キャスター
- 生活ほっとモーニング「もう一度学びたい」（2007年 - 2009年、東京）リポーター
- おはよう首都圏（2007年 - 2009年、東京）リポーター
- 三つのたまご（2008年4月 - 2009年3月15日、東京）キャスター
- 歌の散歩道司会（NHKラジオ第1放送）
- ああ!いい違い!すれ違い!（2010年、NHK Eテレ）リポーター
- 2011年3月の東北地方太平洋沖地震では、水戸放送局に応援で派遣され、災害情報を中心にローカルニュースを担当した。

## 制作番組
- 土曜ジャーナル（NHKラジオ第1放送）制作
- 10年目のリベンジ〜あるプロ棋士の挑戦〜
- 学びの原点ここにあり
- 拝啓　漱石先生〜没後90年〜（2006年） - NHKラジオセンター長特賞受賞。
- 今聞いておきたい映画監督の言葉 40分インタビューシリーズ（2007年）
- ドキュメント日本「もう一度学びたい〜札幌遠友塾〜」企画・取材・ナレーション - NHKアナウンス室長賞受賞。
- のんびりゆったり路線バスの旅（2011年11月、NHK総合）制作

## 声優
- THE REFLECTION（2017年、NHK総合）
- 君の膵臓をたべたい（2018年、ニュースキャスター）

## 書籍
- 人前で5分以上自信を持って話せる方法（2013年、クロスメディアパブリッシング出版）